# Cand.scient.techn.
Cand.scient.techn. (forkortelse for candidatus/candidata scientiarum technologiae) er en titel, der tildeles kandidater af tekniske og naturvidenskablige uddannelsesforløb. Titlen er indført med den nuværende uddannelsesbekendtgørelse.